# Logar
Logar-provinsen er en af  Afghanistans 34 provinser. Den ligger i den østlige del af landet. Administrationscenteret er byen Pol-e Alam. Provinsen er hovedsageligt beboet af Pashtuner.
Logar kan generelt beskrives som en forholdsvis flad floddal i de nordlige og centrale regioner, omgivet af forrevne bjerge mod øst, syd og sydvest. Distriktet Azra, i øst, består næsten udelukkende af bjerge, og rejser til Paktia-provinsen mod syd (som den tidligere hørte under) er begrænset til Tera Pass, en op til 2.896 m høj bjergvej, som for nylig blev færdiggjort som led i den internationale genopbygningsindsats i Afghanistan.